# Stazione di Corteolona
Stazione di Corteolona vasútállomás Olaszországban, Lombardia régióban, Corteolona településen.

## Vasútvonalak
Az állomást az alábbi vasútvonalak érintik:
- Pavia–Mantua-vasútvonal

## Kapcsolódó állomások
A vasútállomáshoz az alábbi állomások vannak a legközelebb:
- Stazione di Santa Cristina e Bissone
- Stazione di Belgioioso